# 三堆子站
三堆子站位于四川省攀枝花市盐边县桐子林镇三堆子，是成昆线和渡口支线上的铁路车站。建于1970年，目前为四等站，邮政编码为617021。目前客运：办理旅客乘降；行李、包裹托运；货运曾办理整车货物发到，后于2008年停办。

## 概要
作为成昆铁路和渡口支线的接轨站，三堆子原规划设有4条股道，但因为地形因素最终铺设3条。车站站房为三层侧线下式，行车室位于与股道齐平的三层，一层和二层为行包、零担房:6,31。
1998年8月4日，车站发生泥石流灾害，5400立方米的泥石流淹没站场内120米的股道，同时站内1、2道，货场7、9、11、13道道床被冲空。车站经抢修后于8月6日恢复临时通车。